# كلوديا باسكال
كلوديا باسكوالي هي لاعب كرة مضرب سويسرية، ولدت في 22 مايو 1963.

## وصلات خارجية
- كلوديا باسكوالي على موقع رابطة محترفات التنس (الإنجليزية)
- كلوديا باسكوالي على موقع الاتحاد الدولي لكرة المضرب (الإنجليزية)
- كلوديا باسكوالي على موقع كأس بيلي جين كينغ (الإنجليزية)
- كلوديا باسكوالي على موقع خلاصة التنس.كوم (الإنجليزية)